# Medasina missionaria
Medasina missionaria är en fjärilsart som beskrevs av Eugen Wehrli 1941. Medasina missionaria ingår i släktet Medasina och familjen mätare. Inga underarter finns listade i Catalogue of Life.